# Маклот, Генрих Кристиан
Генрих Кристиан Маклот (нем. Heinrich Christian Macklot) — немецкий натуралист и зоолог.

## Биография
Маклот окончил в 1815 году обучение на аптекаря, с 1818 по 1822 годы он изучал естествознание, фармацевтику и медицину в Гейдельберге и получил диплом в 1822 году.
По рекомендации своего друга Генриха Бойе он получил 26 февраля 1822 года должность смотрителя остеологической коллекции Музея естествознания в Лейдене. 5 декабря 1823 года он был приглашён Конрадом Якобом Темминком вместе с Генрихом Бойе и Саломоном Мюллером в исследовательскую группу (Natuurkundige Cornmissie) голландской компании в Ост-Индии, в которую вошёл также художник-иллюстратор Питер ван Оорт (1866—1932). Отъезд в Ост-Индию (сегодня Индонезию) был затянут до 1825 года. В июне 1826 года группа прибыла на Яву. С 1828 по 1830 годы Маклот на борту корабля «Тритон» посетил острова Новая Гвинея и Тимор, где собрал зоологические и этнологические объекты. В мае 1831 года он предпринял исследовательскую поездку вдоль яванского побережья. В 1832 году он был убит во время кровавого восстания китайских рабочих в Пурвакарте. За несколько дней до этого все его научные записи были сожжены. Тем не менее, часть коллекции Маклота сохранилась и находится в музее «Naturalis» в Лейдене.

## Почести
Французские зоологи Андре-Мари Дюмериль и Габриэль Биброн назвали тиморского водяного питона Liasis mackloti. Темминк назвал в честь Маклота один из видов летучих лисиц Pteropus mackloti. Нидерландский ботаник Питер Виллем Корталс (1807—1892) посвятил Маклоту род растений Macklottia.